# Sant Llorenç de la Sanabra
Sant Llorenç de la Sanabra és una capella de Santa Margarida i els Monjos (Alt Penedès) inclosa a l'Inventari del Patrimoni Arquitectònic de Catalunya. És una capella de reduïdes dimensions, d'una sola nau, enrunada, possiblement amb sagristia adossada. Absis semicircular, del que solament en resta la part inferior, en la que s'hi veuen dues bandes llombardes, i tres finestres d'arc de mig punt de doble exqueixada. Carreus irregulars de pedra picada, disposats en fileres horitzontals.